# 濱田美栄
濱田 美栄（はまだ みえ、1959年10月29日 - ）は、日本のフィギュアスケートコーチ。

## 経歴・人物
京都府京都市出身。
小学校6年生の時に1972年札幌オリンピックのフィギュアスケート競技女子シングルフリー演技を真駒内屋内競技場（札幌市）で観戦しており、その時の濱田を撮影した写真が1972年2月8日の朝日新聞に掲載されたことがある。
京都市立藤森中学校、京都市立日吉ヶ丘高等学校を経て、同志社大学卒業。既婚。娘が1人いる。
フィギュアスケート選手として活動し、全日本フィギュアスケート選手権10位が最高成績。同志社大学卒業とともに現役を引退してコーチへと転身し、京都醍醐FSC及び関西大学アイスアリーナでコーチを務める。
教え子には2015年世界選手権銀メダリストの宮原知子や2004年四大陸選手権優勝の太田由希奈をはじめ、神崎範之、澤田亜紀、北村明子、金彩華、村元小月、村元哉中、木原万莉子、加藤利緒菜、本田真凜、白岩優奈、紀平梨花など、関西圏を中心に国内選手を数多く指導してきた。
母が広島県出身であり、広島原爆の被爆者であった。従って濱田も被爆二世である。2018年のNHK杯国際フィギュアスケート競技大会が広島県立総合体育館（広島グリーンアリーナ）で開催された際には教え子の宮原知子と紀平梨花が出場したこともあり、広島で親族の墓参りが出来たことを感謝していた。

## 指導した主な選手
現在指導中の選手
- ユ・ヨン - 2020年四大陸選手権2位
- 島田麻央
- 柴山歩
- 中村俊介
- 森本涼雅

過去に指導した選手
- 白岩優奈 - 2015年JGPコロラドスプリングス・JGPログローニョ優勝
- 宮原知子 - 2015年GPファイナル2位・2015年世界選手権2位・2016年四大陸選手権優勝・2018年平昌オリンピック4位
- 本田真凜 - 2015年JGPファイナル3位・2016年世界ジュニア選手権優勝
- 神崎範之 - 2005年ネーベルホルン杯2位・2006年全日本選手権4位
- 太田由希奈 - 2003年世界ジュニア選手権・2004年四大陸選手権優勝
- 澤田亜紀 - 2005年全日本ジュニア選手権優勝・2005年JGPファイナル2位
- 北村明子 - 2005年JGPモントリオール優勝
- 金彩華 - 2007年韓国選手権優勝
- 村元小月 - 2009年トリグラフ杯優勝
- 村元哉中 - 2010年・2011年トリグラフ杯2位
- 加藤利緒菜 - 幼少期に指導。後に加藤ゆかり・アンソニー・リュウにコーチを変更。
- 木原万莉子 - 2014年プランタン杯・2015年ババリアンオープン・2016年トリグラフトロフィー優勝
- 河辺愛菜
- 紀平梨花 - 2019年四大陸選手権優勝・2018年GPファイナル優勝